# Manato Yamada
Manato Yamada (山田 真夏斗 Yamada Manato?), född 31 maj 2001 i Shiga prefektur, är en japansk fotbollsspelare.
Yamada började sin karriär 2020 i Matsumoto Yamaga FC.